# 埼玉県庁襲撃事件
埼玉県庁襲撃事件（さいたまけんちょうしゅうげきじけん）は、1973年8月31日の午前11時15分頃、防共挺身隊川口青年行動隊の中村良二ら約20人が埼玉県浦和市（現：さいたま市浦和区）にある埼玉県庁舎を襲撃した事件。

## 概要
動機は当時の畑和知事が北朝鮮を訪問したり、自衛隊観閲式に反対を表明したこととされる。
当時26歳だった中村良二ら約20人は、ジープやバイクなど16台で庁舎の正面玄関など2か所に発煙筒や爆竹を窓から投げ込んだ。
埼玉県警察は9月4日朝までに中村ら7人を住居侵入罪と威力業務妨害罪で逮捕した。